# Coney Island (filme)
Coney Island (A Dança Tem Perigos (título em Portugal) ou Turbilhão (título no Brasil)) é um filme estadunidense de 1943 dirigido por Walter Lang e estrelado por Betty Grable em um de seus maiores sucessos. Foi refilmado em 1950 como A Noiva que Não Beija, novamente com Grable no papel principal.

## Sinopse
O cantor Eddie Johnson (George Montgomery) consegue emprego num clube noturno em Coney Island. O dono é o amigo e rival Joe Rocco (Cesar Romero). Lá ele conhece a bela e espalhafatosa Kate (Betty Grable) e fica interessado. O que aumenta a rivalidade entre os dois rapazes.

## Produção
O título provisório deste filme foi Old Coney Island. Inicialmente, a história seria baseada nos livros do jornalista Edward Van Every, e um roteiro foi escrito por Van Every e seu colaborador, Dwight Taylor. Informações nos registros do departamento jurídico da 20th Century-Fox, no entanto, revela que os materiais de Every e Taylor foram realmente utilizados para um outro filme estrelado por Betty Grable,  Rosa, a Revoltosa de 1943. O estúdio teve dificuldades na obtenção de autorizações dos herdeiros de Richard Fox, a editora da Police Gazette e das obras de Van Every, e para evitar outro estúdio de tornar-se interessado no assunto, enviou comunicados enganosos para a imprensa afirmando que Van Every estava trabalhando em Coney Island. De acordo com uma informação de 22 de maio de 1941, o escritor George Seaton, que é creditado nos créditos como roteirista do filme, esteve indo para Nova York reunir materiais de pesquisa e entrevistar os membros sobreviventes da família de George C. Tilyou, que construiu o Steeplechase Park em Coney Island em 1897. A notícia afirma que "toda o filme é para ser interpretado a partir do ponto de vista de Tilyou". Segundo arquivos no American Film Institute, Laird Cregar, Alice Faye e Pat O'Brien iriam estrelar o filme. Em abril 1942, no entanto, Irving Cummings havia sido escolhido para dirigir-lo, tendo Ann Rutherford como estrela principal, Lynn Bari teria sido escolhida para o "segundo" papel principal do filme.

## Elenco
- Betty Grable ... Kate Farley
- George Montgomery ... Eddie Johnson
- Cesar Romero ... Joe Rocco
- Charles Winninger ... Finnegan
- Phil Silvers ... Frankie
- Matt Briggs ... William Hammerstein
- Paul Hurst ... Louie
- Frank Orth ... o Bartender

## Recepção
Alguns jornalistas se queixaram de que Coney Island não era historicamente preciso. Um repórter da Variety escreveu que  "[Grable] acaba no final como estrela de um musical produzido por Willie Hammerstein no Victoria na Broadway. Mas Hammerstein nunca produziu musicais, e a Victoria era estritamente um teatro vaudeville". Mas o filme foi um sucesso com o público, e a maioria das críticas foram positivas. Recebeu também uma nomeação ao Oscar de melhor musical original.